# Ayad Futayyih al-Rawi
Ayad Futayyih Khalifa al-Rawi (Rawa, 1942 – Baghdad, 18 maggio 2018) è stato un generale iracheno, facente parte della Guardia repubblicana irachena.

## Biografia
Al-Rawi ha comandato l'Esercito di Gerusalemme. Ha iniziato il suo servizio militare nell'Esercito iracheno come ufficiale in un'unità corazzata. Ha combattuto nella Guerra Iran-Iraq, ricevendo numerose medaglie e riportando una ferita alla testa mentre guidava un contrattacco contro un'offensiva iraniana. In totale è stato decorato con 27 medaglie per i suoi meriti nella Guerra Iran-Iraq. Si è dimostrato per essere un leale sostenitore di Saddam Hussein.

### Guerra Iran-Iraq
durante la Guerra Iran-Iraq ha servito come comandante delle forze della Guardia repubblicana irachena nella Seconda battaglia di al-Faw, nella quale furono impiegate il 60% delle forze della guardia repubblicana.
Durante un'intervista dell'Iraqi Perspectives Project, Al-Rawi è stato citato dal generale Ra'ad al-Hamdani per essere uno dei comandanti di primo livello dell'Esercito iracheno. Hamdani ha esplicato una delle poche ragioni per cui il generale Hussein Kamel al-Majid ha tentato di migliorare la qualità della Guardia repubblicana irachena durante la Guerra Iran-Iraq ascoltando proprio i suggerimenti di Al-Rawi.

### Carriera successiva
Al-Rawi ha servito in seguito come governatore dei governatorati di Baghdad e di Kirkuk.
In seguito è divenuto capo di stato maggiore dell'esercito volontario Quds; una forza paramilitare creata nei primi mesi del 2001 in risposta all'inizio della Seconda intifada. L'obbiettivo di tale forza era quello di sconfiggere Israele e di liberare la Palestina e Gerusalemme, la forza era composta di 21 divisioni con un numero complessivo di oltre 7 milioni di soldati iracheni, in realtà tale forza era stata creata a scopo meramente propagandistico per mostrare il supporto dell'Iraq verso i palestinesi, di fatti tale forza era in realtà piccola e inefficiente.
Prima dell'invasione dell'Iraq nel 2003 al-Rawi era uno degli individui sanzionati.

### Invasione dell'Iraq e conseguenze
Al-Rawi fu arrestato il 4 giugno del 2003, in seguito all'invasione dell'Iraq da parte della coalizione a guida statunitense. Era uno dei 30 dei 55 individui sulla lista dei ricercati iracheni dagli americani, ed era il settimo di fiori sulle Carte da gioco Most-wanted iraqi. Nonostante la sua enorme dimensione l'esercito Al-Quds non ebbe nessun ruolo nella guerra in Iraq.
Nel 2008 ha ricevuto una condanna al carcere a vita per il suo ruolo avuto nei crimini di guerra avvenuti durante le Rivolte in Iraq del 1991. È morto nel 2018 mentre stava scontando la sua pena in carcere.